# Дворец Ольги Палей
Дворец княгини Ольги Палей — бывший дворец великого князя Павла Александровича и его супруги Ольги Палей в Царском Селе. Построен в 1911—1914 гг. архитектором К. К. Шмидтом. Расположен по адресу: Советский (быв. Пашковский) пер., 2.
Хозяева дворца долгое время жили в Париже, по-видимому, это определило его внешний вид: оформленный в неоклассическом стиле, он напоминает такие французские дворцы, как Малый Трианон и Компьенский.
Мебель была заказана в парижской фирме Буланже. В комнатах и залах дворца разместились обширные коллекции его хозяев. Кроме того, дворец был оснащен собственной электростанцией и водопроводом.
В 1918 году во дворце был открыт музей, экскурсии по которому водила сама Ольга Палей. Позже там разместился дом партийного просвещения им. С. М. Кирова. Во время войны здание сильно пострадало. В 1952 году здание передали Строительному училищу ВМС СССР, впоследствии после нескольких реорганизаций в 1977 году преобразованного в Пушкинское высшее военное инженерное строительное училище (ПВВИСУ). После передачи дворца Строительному училищу в 1950-х годах, здание было сильно перестроено: вместо мансарды устроен третий этаж, вместо лоджии и балкона — портик с треугольным фронтоном в стиле русского классицизма, сбита лепнина. После слияния в 1997 году ПВВИСУ с Военным инженерным строительным институтом и образования на их основе Военного инженерно-технического университета (ВИТУ), на месте дворца некоторое время была Учебная база № 2 ВИТУ.
В 2010 году, после присоединения Военного инженерно-технического университета к Военной академии тыла и транспорта имени генерала армии А. В. Хрулёва в качестве филиала и придания ему статуса института, бывшая Учебная база № 2 ВИТУ была сокращена. Дворец оказался заброшенным и стоял бесхозным несколько лет, затем в январе 2013 года он был передан на правах оперативного управления ФГБУ «Научно-исследовательский детский ортопедический институт им. Г. И. Турнера». Новый владелец также не занимался ремонтом здания, оно пребывало в запустении, в июле 2024 года пострадало от пожара, после чего КГИОП обратилось в полицию с заявлением о принуждении пользователя провести противоаварийные работы.

## Галерея

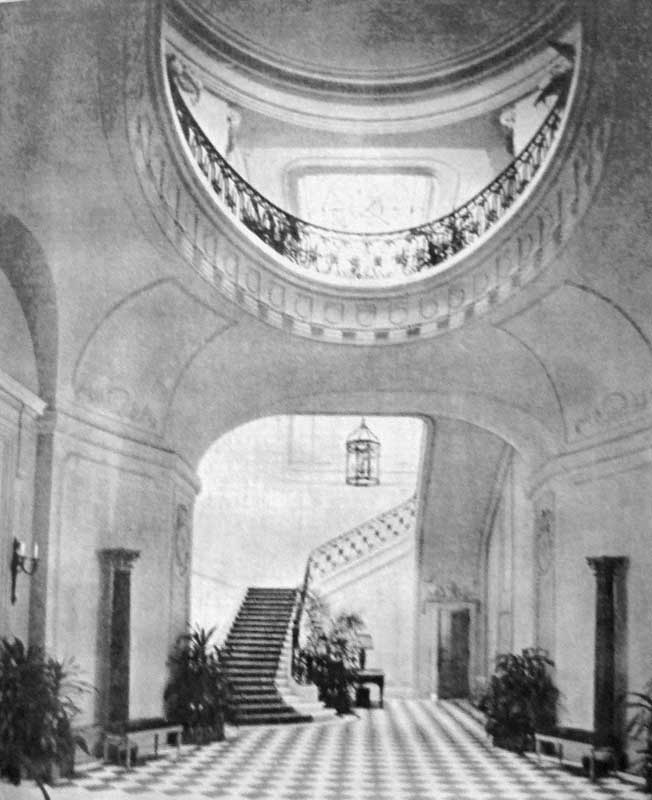
Вестибюль